# ها آيفرسن
ها آيفرسن (بالنرويجية البوكمول: Håkon Iversøn)‏ (مواليد 29 نوفمبر 1955) هو سبّاح نرويجي، مثّل بلاده في الألعاب الأولمبية الصيفية 1976.

## روابط خارجية
ها آيفرسن على موقع الاتحاد الدولي للسباحة (الإنجليزية)
- ها آيفرسن على موقع أوليمبيديا (الإنجليزية)